# XLVII. Panzerkorps
XXXXVII. Panzerkorps var en tysk armékår under andra världskriget. Den bildades från XXXXVII. Armeekorps i juni 1942.

## Slag

### Kursk
Deltog i anfallet på den norra sidan av Kursk-fickan.

#### Organisation
Var en del av 9. Armee
- 2. Panzer-Division
- 9. Panzer-Division
- 20. Panzer-Division
- 6. Infanterie-Division

### Korsun

#### Organisation
Var en del av 8. Armee
Kårens organisation vid slagets början:
- 3. Panzer-Division
- 11. Panzer-Division
- 14. Panzer-Division
- 106. Infanterie-Division
- 320. Infanterie-Division
- 167. Infanterie-Division endast staben och trossförband

### Ardennerna
Kåren var en del av 5. Panzerarmee.

#### Organisation
Kårens organisation den 31 december.
- Panzer-Lehr-Division
- Führer-Begleit-Brigade
- 15. Panzergrenadier-Division

## Befälhavare
Kårens befälhavare
- General der Artillerie Joachim Lemelsen (21 juni 1942 - 14 okt 1943)
- General der Panzertruppen Heinrich Eberbach (14 okt 1943 - 22 okt 1943)
- General der Artillerie Joachim Lemelsen (22 okt 1943 - 4 nov 1943)
- General der Panzertruppe Erhard Raus (4 nov 1943 - 25 nov 1943)
- Generalleutnant Rudolf von Bünau (25 nov 1943 - 31 dec 1943)
- Generalleutnant Nikolaus von Vormann (31 dec 1943 - 4 mars 1944)
- General der Panzertruppen Hans von Funck (4 mars 1944 - 4 sep 1944)
- General der Panzertruppen Heinrich von Lüttwitz (4 sep 1944 - 8 maj 1945)